# 酒井真二
酒井 真二（さかい しんじ、1977年4月10日 - ）は、大阪府出身の元アマチュア野球選手（捕手）、野球指導者。

## 来歴・人物
天理高校卒業後に奈良産業大学に進学して硬式野球部に所属し、近畿学生野球リーグでは1999年の春季の優勝に貢献し、ベストナインにも選ばれた。
その後は母校の奈良産業大学でコーチを務め、2013年からは監督に就任した。大学日本代表のコーチも歴任した。
現奈良学園大学